# Rybák aleutský
Rybák aleutský (Onychoprion aleuticus) je středně velký tichooceánský druh rybáka ze skupiny tmavohřbetých rybáků rodu Onychoprion.

## Popis
Rybák aleutský má bílou hlavu s černou čepičkou, černý proužek od kořene zobáku přes oko, bílé čelo a bílý proužek nad okem. Hruď a břicho je šedé, stejně jako hřbet a svrchní strana křídel, ruční letky bělavě prosvítají. Kostřec a ocas jsou bílé, nohy a zobák černé.

## Rozšíření
Hnízdí na pobřeží Ruska a Aljašky v oblasti Beringova moře, sporadicky také na východním pobřeží Ruska po Kamčatku a Sachalin. Mimo hnízdění se pravděpodobně rozptyluje po severním Tichém oceánu. Zaznamenán byl až v Japonsku a překvapivě (v květnu 1979) ve Velké Británii. Celosvětová populace je odhadována na 30 až 35 tisíc jedinců.